# 蒙福孔 (多尔多涅省)
蒙福孔（法語：Monfaucon，法語發音：[mɔ̃fokɔ̃]）是法国多尔多涅省的一个市镇，属于贝尔热拉克区。

## 地理
蒙福孔（44°54'42"N, 0°14'14"E）面积24.74 平方千米，位于法国新阿基坦大区多爾多涅省，该省份为法国西南部内陆省份，是法國本土面积第三大的省，大致对应佩里戈尔地区，北起顺时针与夏朗德省、上维埃纳省、科雷兹省、洛特省、洛特-加龙省、吉倫特省和滨海夏朗德省接壤。
与蒙福孔接壤的市镇（或旧市镇、城区）包括：圣热罗德科尔、勒弗莱、弗赖斯、圣富瓦港和蓬沙、圣梅阿尔德居尔松、圣皮埃尔代罗。

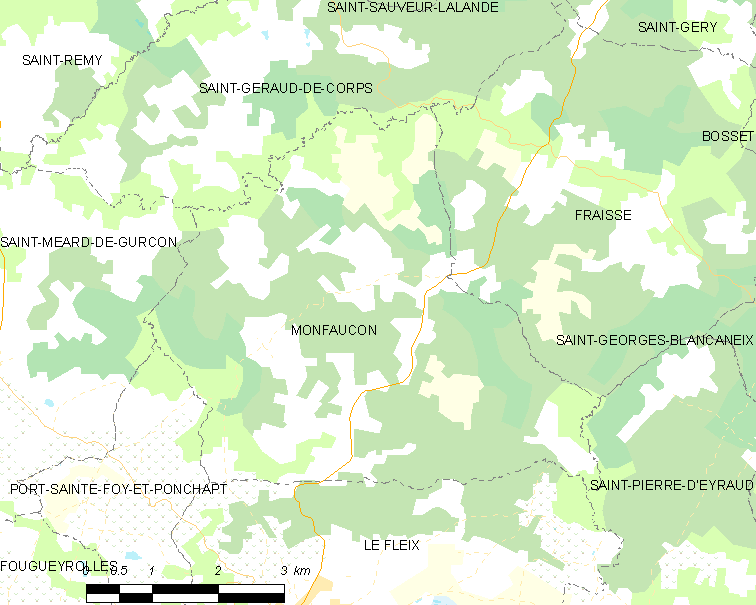
的OSM定位图

蒙福孔的时区为UTC+01:00、UTC+02:00（夏令时）。

## 行政
蒙福孔的邮政编码为24130，INSEE市镇编码为24277。

## 政治
蒙福孔所属的省级选区为拉福尔斯地区县。

## 人口

1962-2008年间人口变化图示

蒙福孔于2022年1月1日时的人口数量为290人。